# Ostrogski (herb książęcy)
Ostrogski I (Baklay, Ostrogski I Książę) – polski herb książęcy, uważany za odmianę herbu Leliwa i herbu Ogończyk.

## Opis herbu

### Opis współczesny
Opis skonstruowany współcześnie brzmi następująco:
Na tarczy o polu czerwonym, nad księżycem złotym pół toczenicy srebrnej z takąż rogaciną zaćwieczoną i gwiazdą w środku złotą.
Całość otacza płaszcz heraldyczny, podbity gronostajem.
Płaszcz zwieńcza mitra książęca.

## Geneza

### Najwcześniejsze wzmianki
Według Kaspra Niesieckiego pierwotnym herbem kniaziów (książąt) Ostrogskich miał być św. Jerzy przebijający włócznią smoka czyli Pogoń Ruska. Wielki hetman litewski ks. Konstanty Ostrogski, który w czasie wojny litewsko-moskiewskiej (1500–1503) dostał się do niewoli, powróciwszy z niej miał odmienić herb rodowy (aby nie przypominał on herbu Księstwa Moskiewskiego, tak jak w przypadku Pogoni Ruskiej). Nowy herb był połączeniem dwóch hebrów; Ogończyka i Leliwy – na pamiątkę swoich dwóch synów: Eliasza Ostrogskiego, który miał za żonę Beatę Kościelecką herbu Ogończyk i Konstantego, który za żonę miał Zofię Tarnowską herbu Leliwa.
Ostrogscy nazywali swój herb Baklay (łac.: baca – perła, laius – biały) nazwa ta występuje w przywileju nobilitacji, wystawionej w Warszawie 12 kwietnia 1590 roku dla sekretarza księcia, Jana Wiśniewskiego. Prawdopodobnie Wiśniewski otrzymał herb w wariancie wymienianym przez Mikołaja Reja i Walentego Herburta.
W spisie sygnatariuszy aktu Unii Lubelskiej z lipca 1569 roku, jeden z przedstawicieli Ostrogskich jest wspomniany z tytułem księcia

### Ewolucja wizerunku
Klejnot z herbu Ostrogskich pojawił się także na pieczęci Konstantego Wasyla Ostrogskiego z 1569, było nim godło herbu Ogończyk.
Większość przekazów ikonograficznych, dotyczących tego herbu, mówi o czerwonym polu. Jednakże Juliusz Ostrowski w swoim herbarzu zrekonstruował barwę pola jako błękitną. W błękitnej wersji przedstawił go również Waldemar Grandwilewski.
Mikołaj Rej w dziele Źwierzyniec oraz Walenty Herburt w dziele Rozprawa przygody starego żołnierza, przedstawiają ten herb jako gwiazdę pośrodku dwóch półksiężyców na czerwonym polu, a na barku górnego sadzają zaćwieczoną rogacinę.

## Herbowni
Lista herbownych w artykule sporządzona została na podstawie wiarygodnych źródeł, zwłaszcza klasycznych i współczesnych herbarzy. Należy jednak zwrócić uwagę na częste zjawisko przypisywania rodom szlacheckim niewłaściwych herbów, szczególnie nasilone w czasie legitymacji szlachectwa przed zaborczymi heroldiami, co zostało następnie utrwalone w wydawanych kolejno herbarzach. Identyczność nazwiska nie musi oznaczać przynależności do danego rodu herbowego. Przynależność taką mogą bezspornie ustalić wyłącznie badania genealogiczne. 
Pełna lista herbownych nie jest dziś możliwa do odtworzenia, także ze względu na zniszczenie i zaginięcie wielu akt i dokumentów w czasie II wojny światowej (m.in. w czasie powstania warszawskiego w 1944 spłonęło ponad 90% zasobu Archiwum Głównego w Warszawie, gdzie przechowywana była większość dokumentów staropolskich). Lista nazwisk znajdująca się w artykule pochodzi z Herbarza polskiego, Tadeusza Gajla (7 nazwisk). Występowanie na liście nazwiska nie musi oznaczać, że konkretna rodzina pieczętowała się herbem Ostrogski. Często te same nazwiska są własnością wielu rodzin reprezentujących wszystkie stany dawnej Rzeczypospolitej, tj. chłopów, mieszczan, szlachtę. Jest to dotychczas najpełniejsza lista herbownych, uzupełniana ciągle przez autora przy kolejnych wydaniach Herbarza. Tadeusz Gajl wymienia następujące nazwiska uprawnionych do używania herbu Ostrogski: 

Kłosewicz, Neronowicz, Ostrogski, Szpil, Szpilewski, Szpilowski, Zasławski.

Drogą adopcji herbowej do tego herbu dołączono również nazwisko Wiśniewski. Zgodnie z Inwentarzem Metryki Koronnej (MK 133, k. 510–512) nobilitację z herbem Ostrogski otrzymał 12 kwietnia 1590 Jan Wiśniewski, magister sztuk wyzwolonych i dr filozofii, uczestnik walk pod Tarnopolem i Zbarażem, sekretarz Janusza Ostrogskiego. Według Józefa Szymańskiego, Wiśniewski mógł otrzymać wariant herbu opisywany przez Mikołaja Reja i Walentego Herburta.

## Odmiany
| Odmiany herbu Ostrogski |

## Galeria

Herb Ostrogski I na portrecie Aleksandra Ostrogskiego.
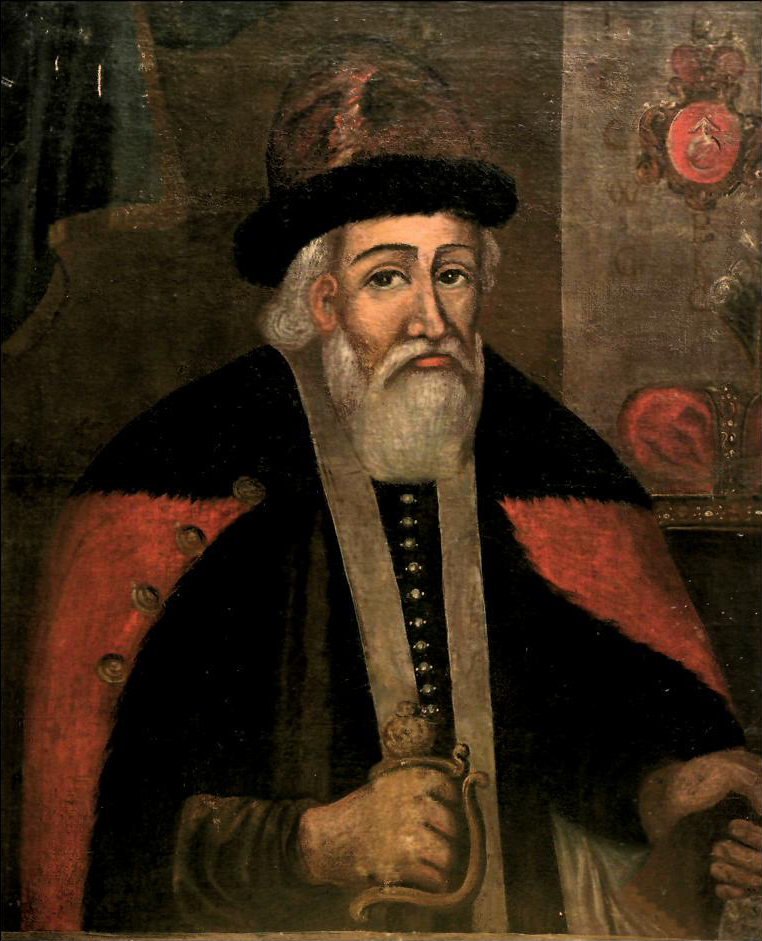
Portret Janusza Ostrogskiego, herb Ostrogski w prawym górnym rogu.
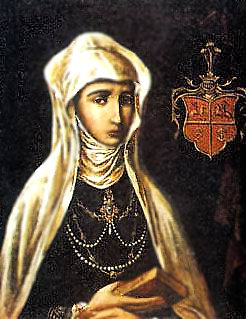
Portret Elżbiety z Ostroga i herb Ostrogski II.
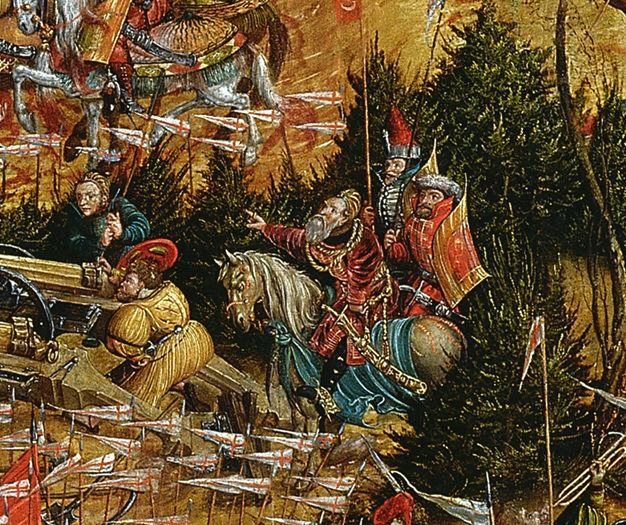
Herb Ostrogski przy Konstantym Ostrogskim w bitwie pod Orszą.